# John Michael Lounge
John Michael „Mike” Lounge (n. 28 iunie 1946, Denver, Colorado – d. 1 martie 2011) a fost un astronaut american.

## Date biografice
Lui Lounge i se atribuie la "United States Naval Academy" în anul 1969 gradul academic "Baccalaureus", iar în 1970 titlul de "Magister" la "University of Colorado at Boulder". El a absolvit academia militară ca pilot la marina militară americană (United States Navy). John Michael a fost timp de 9 luni la bordul navei port avion "USS Enterprise" și a efectuat în total 99 de raiduri în Războiul din Vietnam. În 1974 se reîntoarce în țară și începe să antreneze piloți la U.S. Naval Academy. Va fi trimis în 1976 la Washington, D.C. pentru a lua parte la proiectul "Navy Space Project" iar în 1978 părăsește marina. Din iulie 1978 lucrează ca inginer la centrul de activități umane spațiale ale agenției spațiale americane "Johnson Space Center" iar în august 1985 face parte din grupa de astronauți care au fost lansați cu nava interspațială STS-51-I. În iunie 1991 pleacă de la NASA, fiind numit director la Space Shuttle și Space Station Program Development pentru Boeing – NASA System, ulterior este ales vicepreședinte la compania Spacehab. Din viața privată John Lounge a fost căsătorit și a avut 3 copii. El a murit din cauza unui cancer pulmonar la data de 1 martie 2011.